# 盖帽
阻攻（英語：Blocked Shot，香港稱封阻、中國大陸稱盖帽或蓋火鍋、台灣稱阻攻、蓋火鍋或簡稱火鍋）是指在籃球比賽中，當進攻球員投籃出手後，防守球員合法使球的軌跡偏移的動作。防守過程不得碰觸到進攻者的手，除非防守者先碰到球，否則會被吹判犯規。並且，這個動作必須在球上升到達頂點的過程中發生，若是在球過了頂點，開始下落的過程中才碰到球，則會觸犯妨礙中籃違例；另外，若球先碰到籃板，防守者再碰到球，也會觸犯妨礙中籃。對進攻者來說，投籃被阻攻會在數據上計一次失敗的投籃嘗試。對防守者來說，若是犯規在先，則不會記錄這次阻攻，就算犯規者與碰到球的防守者不同人也一樣。
中鋒與大前鋒通常會有最多的阻攻，這跟他們的身高以及通常在籃下防守有很大關係，但一些擁有良好彈跳能力的小個子球員，也能成為好的阻攻者，德韋恩·韋德就是個例子，身高僅1.93米，卻能創下單季100次阻攻的紀錄。
一個擁有阻攻能力的球員，對球隊的防守層面來說是個重要的資產，因為能使進攻球員在籃下難以出手得分。若是阻攻時能將球擊向場內而非界外，就能製造快攻的機會。一名好的阻攻者，需要擁有良好的球場觀念與時機掌握，以及良好的彈跳與身高。

## NBA阻攻紀錄
- 單場最多阻攻：艾爾莫爾·史密斯（英语：Elmore Smith）（17）
- 半場最多阻攻：艾爾莫爾·史密斯、喬治·T·約翰遜（英语：George T. Johnson (basketball)）、馬努特·波爾（11）
- 單季場均最多阻攻：馬克·伊頓（5.56）
- 生涯累積最多阻攻：哈基姆·歐拉朱萬（3,830）
- 生涯場均最多阻攻：馬克·伊頓（3.50）
- NBA總決賽單場最多阻攻：德懷特·霍華德（9）
- NBA季後賽（非總決賽）單場最多阻攻：安德魯·拜納、哈基姆·歐拉朱萬、馬克·伊頓（10）

## 相關
- 有時播報員為了同時間讓兩岸三地的華人都能聽懂其說明的賽況，也會同時一併唸「火鍋」及「蓋帽」，如此就成了「火鍋蓋帽」(该籃球術語由前篮球运动员傅達仁發明)，例如：「A球員給了B球員一記火鍋蓋帽」。
- 封阻有時會敲到籃框或是在拍球時出現手指逆折的現象，進而造成手指骨折或是脫臼的風險。封阻常需有身高優勢才有較高的成功機會，因此會被視為籃球中阻攻「絕招」之一，但偶而也有可能發生封阻不成反而將球打進己方籃框內的烏龍。
- NBA联盟的盖帽是从1973-1974赛季开始统计的，以前一些盖帽好手，比如威尔特·张伯伦、比尔·拉塞尔却没有统计得到。[4]